# Cephalobaris eskelundi
Cephalobaris eskelundi là một loài tò vò trong họ Ichneumonidae.